# Списак познатих Срба у Сједињеним Америчким Државама
Списак познатих Срба у Америци је списак који обухвата Србе и људе српског порекла који су рођени или живели на простору Сједињених Америчких Држава.

## Научници
- Никола Тесла, научник, физичар
- Михајло Пупин, научник, физичар
- Бојан Јовановић, професор Економије на Универзитету у Њујорку
- Милорад М. Драшковић, доцент на Универзитету Калифорније у Берклију
- Димитрије Ђорђевић, историчар, професор европске историје на Универзитету Калифорније у Санта Барбари
- Михајло Месаровић , научник, професор на Универзитету у Охају, пионир на пољу системске теорије, научни саветник УНЕСКА за глобале промене и члан Римског клуба
- Миодраг Радуловачки, професор и научник из области физиологије на универзитету Илиноис
- Јасмина Вујић, професор и прва жена декан катедре за нуклеарни инжењеринг на универзитету у Берклију
- Богдан Маглић, физичар
- Милојко Вуцелић, инжењер машинства, један од директора америчког свемирског програма Аполо
- Трајан Стојановић, историчар и професор историје, један од најпознатијих балканолога у свету
- Нада Мартиновић, професор музике на Државном универзитету „Kент” у Кенту, Охајо, педагог, диригент и научник
- Богдан Денић [], социолог

## Писци
- Чарлс Симић (енгл. Charles Simic), песник
- Стив Тешич (енгл. Steve Tesich), сценариста, писац, добитник Оскара, рођен као Стојан Тешић
- Никола Моравчевић (енгл. Nikola Moravčević), професор на Универзитету, критичар и писац
- Наташа Радојчић Кејн (енгл. Natasha Radojchich-Kane), писац

## Политичари
- Роуз Ен Вујић (енгл. Rose Ann Vuich), прва жена сенатор у Калифорнији
- Џорџ Војнович (енгл. George Voinovich), Сениор Сенатор из Охаја
- Хелен Делић Бентли (енгл. Helen Delich Bentley), политичар
- Мелиса Бин (енгл. Melissa Bean), политичар
- Род Благојевић (енгл. Rod Blagojevich), бивши гувернер државе Илиноис и амбасадор

## Предузетници
- Петар Бацановић (енгл. Peter Bacanovic), мешетар Марте Стјуарт
- Алекс Мачески (енгл. Alex Machaskee), пензионисани издавач, добротвор, оснивач и патрон Српске културне баште у Кливленду и почасни конзул Србије у Охају
- Милан Мандарић (енгл. Milan Mandarić)
- Бранко Милановић (енгл. Branko Milanovic), водећи економиста у одељену за истраживање Светске банке
- Илија Панајотовић је био српски тенисер и касније, сценариста, режисер и филмски продуцент
- Милан Панић (енгл. Milan Panić), мултимилионер
- Том Чарапић (енгл. Tom Carapic)
- Марина Швабић (енгл. Marina Schwabic), пословна жена, друштвена предузетница и једна од тренутно најактивнијих лидера српске дијаспоре у Сједињеним Америчким Државама

## Спортисти
- Пит Маравић (енгл. Petar Maravich), кошаркаш, бивши НБА играч и међу 50 најбољих НБА играча у историји
- Прес Маравић (енгл. Press Maravich), професионални кошаркашки тренер, отац Петра Маравића
- Грег Поповић (енгл. Gregg Popovich), НБА играч и тренер
- Владе Дивац (енгл. Vlade Divac), кошаркаш, бивши играч НБА лиге
- Милорад Чавић (енгл. Milorad Čavić), пливач
- Алиса Марић (енгл. Alisa Maric), шахисткиња, велемајстор
- Владимир Ђорђевић (аикидока) (енгл. Vladimir Mr.V Djordjevic), петоструки носилац титуле  Америчке Куће Славних за борилачке вештине
- Џеф Самарџија (енгл. Jeff Samardzija)[1]
- Норм Булајић (енгл. Norm Bulaich), бивши играч америчког фудбала
- Саша Вујачић (енгл. Sasha Vujacic), НБА играч
- Бил Вуковић (енгл. Bill Vukovich), аутомобилиста
- Милан Вукчевић (енгл. Milan Vukcevich), шахиста и писац
- Џорџ Гламак (енгл. George Glamack), бивши кошаркаш
- Волт Дропо (енгл. Walt Dropo), бивши бејзбол играч прве лиге
- Лу Живковић (енгл. Lou Zivkovich), бивши фудбалер
- Мајк Кекић (енгл. Mike Kekich), бивши бејзбол играч у Првој лиги
- Петар В. Кокотовић (енгл. Petar V. Kokotovic), професор на Универзитету у Калифорнији
- Мајк Мамула (енгл. Mike Mamula), бивши професионални играч америчког фудбала
- Џон Миљуш (енгл. Johnny Miljus), бивши бејзбол играч у Првој лиги
- Илија Митић (енгл. Ilija Mitic), бивши професионални фудбалер
- Предраг Радосављевић (енгл. Predrag Radosavljevic), бивши професионални фудбалер
- Саша Павловић (енгл. Sasha Pavlovic), НБА играч
- Предраг Савовић (енгл. Predrag Savović), бивши НБА играч
- Алекс Смит, играч америчког фудбала

## Глумци
- Карл Малден (енгл. Karl Malden), глумац, добитник Емија и Оскара
- Бред Декстер (енгл. Brad Dexter), филмски глумац
- Дивајн (енгл. Divine), глумац, певач и дрег краљица
- Волас Бири (енгл. Volas Biri), филмски глумац
- Мила Јововић (енгл. Milla Jovovich), глумица
- Лолита Давидовић (енгл. Lolita Davidovich), глумица
- Раде Шербеџија (енгл. Rade Šerbedžija), глумац
- Катарина Оксенберг (енгл. Catherine Oxenberg), глумица
- Џон Миљан (енгл. John Miljan), глумац
- Адријана Јанић (енгл. Adrienne Janic)
- Ивана Божиловић (енгл. Ivana Bozilovich), глумица
- Саша Александер (енгл. Sasha Alexander), глумица
- Мајк Беговић (енгл. Mike Begovich), глумац
- Предраг Бјелац (енгл. Predrag Bjelac), глумац
- Стив Виновић (енгл. Steve Vinovich), глумац
- Милош Милићевић (енгл. Milos Milicevic), глумац
- Џефри Дин Морган (енгл. Jeffrey Dean Morgan), глумац
- Алекс Нешић (енгл. Alex Nesic), глумац
- Наталија Ногулић (енгл. Natalia Nogulich), глумица
- Рудолф Рети (енгл. Rudolph Réti)
- Милан Вујић (енгл. Milan Vuitch)
- Џон Вуковић (енгл. John Vukovich)
- Ђорђе Перазић (енгл. George Perazich)
- Стана Катић
- Мајк Допуд (енгл. Mike Dopud), глумац
- Данијела Поповић (енгл. Danijela Popovic), глумац
- Коко Остин (енгл. Coco Austin), глумица и модел

## Музичари
- Марија Бубањ (енгл. Marija Bubanj), виолинисткиња и виолисткиња
- Винка Елесин (енгл. Vinka Ellesin), певачица староградских песама и севдалинки
- Иван Илић (енгл. Ivan Ilich), пијаниста
- Лена Ловић (енгл. Lene Lovich), певачица
- Данијела Поповић (енгл. Danijela Popovic), пијаниста
- Милош Раичковић (енгл. Miloš Raičković), музички композитор и мировни активиста
- Никола Ресановић (енгл. Nikola Resanovic), композитор и професор музике
- Ђорђе Стијеповић (енгл. Djordje Stijepovic), контрабасиста

## Официри и војници
- Џорџ Фишер (енгл. George Fisher), један од раних вођа Тексашке револуције и оснивача државе Тексас
- Миле Војводић (енгл. Mele "Mel" Vojvodich), генерал-мајо Америчког ратног ваздухопловства
- Мило Радуловић (енгл. Milo Radulovich), метеоролог и бивши поручник Ваздухопловства у резерви
- Џејк Алекс (енгл. Jake Allex), војник
- Мичел Пејџ (енгл. Mitchell Paige), војник
- Буч Верић (енгл. Butch Verich), поручник
- Ленс Сајџан (енгл. Lance Sijan), војник у Ваздухопловству

## Остали
- Бил Дорић (енгл. Bill Dorich), новинар
- Натали Џекобсон (енгл. Natalie Jacobson), ТВ водитељ
- Сем Јанковић (енгл. Sam Jankovich), генерални менаџер Лас Вегас Гладијатора
- Ненад Медић (енгл. Nenad Medic), професионални играч покера
- Павле Стојановић (енгл. Paul Stojanovich), ТВ продуцент
- Предраг Гага Антонијевић (енгл. Predrag Gaga Antonievich), филмски режисер и сценариста
- Дејвид Вујић, члан Аполо програма[2]

## Делимично српског порекла
- Луис Д. Асторино (енгл. Louis D. Astorino), архитекта (мајка Српкиња)
- Петар Богдановић (енгл. Peter Bogdanovich), филмски режисер (отац Србин)
- Арија Ђовани (енгл. Aria Giovanni), фото-модел и порно глумица (отац Итало-Југословенског порекла)
- Теа Обрехт (енгл. Téa Obreht), писац